# Palaeophytocrene hammenii
Palaeophytocrene hammenii es una especie extinta basada en un solo endocarpio de la Formación Bogotá, perteneciente a la familia Icacinaceae, tribu Phytocreneae. Palaeophytocrene hammenii es similar a P. piggae. Los endocarpios de ambas especies son relativamente pequeños (5–10 mm de longitud), y muestran depresiones en la superficie dispuestas en filas longitudinales, con aproximadamente cinco depresiones que abarcan el ancho del endocarpio y seis que abarcan la longitud. Sin embargo, P. hammenii difiere en tener tubérculos más largos que se extienden más profundamente en el lóculo. Además, P. piggae tiene un extremo apical más distintivamente alargado en comparación con P.hammenii.

## Etimología
El epíteto específico, hammenii, se establece en honor al fallecido paleobotánico Thomas van der Hammen, quien trabajó extensamente para el avance de la paleobotánica en Colombia y la preservación de los bosques andinos modernos.

## Distribución
Palaeophytocrene hammenii se basa en un solo molde con una pared carbonizada adherida, obtenida de la flora de Colombia del Paleoceno medio-tardío (60–58 ma) en Bogotá, recientemente descubierta. Los afloramientos son de la localidad en la arcilla de Checua, cerca de la ciudad de Nemocón en el estado de Cundinamarca.

## Paleoclima y ambiente
Palaeophytocrene hammenii vivía en las selvas tropicales del norte de América del Sur en el Paleoceno medio-tardío. La formación de Bogotá consiste en una secuencia de paleosuelos y areniscas intercaladas que representan ambientes fluviales de tierras bajas bien drenados, que se asemejan a las selvas tropicales de tierra firme del Amazonas observadas hoy.